# 포켓몬스터의 만화 목록
《포켓몬스터》 프랜차이즈에는 《포켓몬스터》 애니메이션, 비디오 게임 및 카드 게임에 기반한 만화들이 있다.

## 만화 목록
| 제목                                                                | 작가                                  | 최초 발행일 | 마지막 발행일   | 완결   |
| ------------------------------------------------------------------- | ------------------------------------- | ----------- | --------------- | ------ |
| 포켓몬스터 이상한 포켓몬 삐삐 ポケットモンスター (포켓몬스터)       | 아나쿠보 코사쿠                       | 1996년 11월 | 2003년 4월 28일 | 예     |
| 포켓몬스터 스페셜 ポケットモンスターSPECIAL                         | 쿠사카 히데노리 마토, 야마모토 사토시 | 1997년 3월  | 연재중          | 아니오 |
| 포켓몬 GET했다! ポケモンゲットだぜ!                                 | 아사다 미호                           | 1997년 3월  | 2001년 9월      | 예     |
| 전격! 피카츄 電撃!ピカチュウ                                        | 오노 토시히로                         | 1994년 4월  | 1999년 12월     | 예     |
| 포켓몬스터 PiPiPi 어드벤처 ポケットモンスター PiPiPi★アドベンチャー | 츠키기노 유미                         | 1997년 7월  | 2003년 2월      | 예     |

## 반응
미국에선 2000년 기준으로 《포켓몬스터》 만화 단행본들이 총 합계 725만 권 이상의 판매량을 기록했으며, 이 중 《전력! 피카츄》 1권은 100만 1천 권의 판매량을 기록해 1993년 이후 미국에서 가장 많이 팔린 만화로 기록을 세웠다.